# Milan Approach
Il Milan Approach, o più precisamente Scuola di Milano, è un modello sistemico di terapia familiare e di intervento nei contesti relazionali e sociali sviluppato a Milano a cavallo tra gli anni sessanta e settanta del Novecento.
I riferimenti teorici della Scuola di Milano furono numerosi e si sono evoluti nel tempo. Possiamo tuttavia identificare come basi di partenza gli studi di Bateson e del gruppo di Palo Alto, la teoria generale dei sistemi, la cibernetica e il costruttivismo.
Sebbene ad oggi diversi terapeuti in tutto il mondo facciano riferimento all'approccio milanese in modo più o meno diretto ed esplicito, troviamo un caposcuola in Mara Selvini Palazzoli, assieme ai primi e tra i più significativi protagonisti Luigi Boscolo, Gianfranco Cecchin e Giuliana Prata.

## Storia

### Nascita della Scuola di Milano
Complice un testo fondamentale per la sua carriera e per la letteratura scientifica, L'anoressia mentale (ed. Feltrinelli, 1963), Mara Selvini Palazzoli, fino ad allora medico psicoanalista, venne riconosciuta come uno tra i più importanti studiosi sistemici e stabilì importanti legami professionali con clinici e ricercatori nazionali e internazionali. Tra questi, spiccò il legame amicale-professionale con gli psicoanalisti Luigi Boscolo, Gianfranco Cecchin e Giuliana Prata, che divennero noti in tutto il mondo come i quattro della Scuola di Milano. Fu con loro che, dopo un intenso studio della Cibernetica, della Pragmatica della comunicazione umana e della Teoria dei Sistemi, e dopo un breve viaggio di Mara negli Stati Uniti, quest'ultima nel 1967 fondò il Centro per lo Studio della Famiglia, fino al 1971 composto anche da Severino Rusconi, Paolo Ferraresi, Simona Taccani e Gabriele Chistoni.
I quattro della Scuola di Milano si incontravano un giorno a settimana presso il Centro, vedendo famiglie gratuitamente o dietro un compenso bastante appena a pagare le spese. In un caffè di una stradina secondaria di Milano leggevano e discutevano i lavori del gruppo di Palo Alto, dedicando ore a discussioni, liti e opera di persuasione reciproca per arrivare a stendere quello che sarebbe stato un importante modello di terapia sistemica e rifiutando sistematicamente gli inviti pressanti dei colleghi di mettere per iscritto le loro idee o di presentarle a qualche evento: il gruppo voleva attendere di avere una propria casistica capace di sostenere il proprio modello, situazione che si manifestò (e solo parzialmente, vinti infine dalle insistenti richieste) nel 1975, con il libro Paradosso e Controparadosso (ed. Feltrinelli). È da evidenziare come le relazioni d'équipe furono fondamentali: il gruppo credeva fortemente nella necessità di rimanere indipendente da sovvenzioni e pubbliche istituzioni, per evitare fenomeni di pressione che ne potessero disturbare il lavoro.. A spronarli nel loro lavoro fu anche Paul Watzlawick, che nei suoi viaggi in Italia visitò il loro Centro e citò la Scuola di Milano in più di un'occasione.
Il Centro approfondì così le dinamiche famigliari implicate nel disturbo anoressico, nonché la complessità delle famiglie a transazioni schizofreniche, pubblicando studi e ricerche all'avanguardia. Il loro esordio sulla scena clinica internazionale fu nel 1974, con la pubblicazione del loro primo articolo in inglese: The Treatment of Children through Brief Therapy of Their Parents, dove vennero messi in evidenza i primi temi fondamentali del loro metodo: l'importanza dell'invio, l'uso dell'équipe terapeutica, la connotazione positiva e, in special modo, le prescrizioni di rituali familiari, interventi per l'epoca innovativi usati per cambiare l'interazione familiare.
La pubblicazione di Paradosso e controparadosso fu la carta vincente con cui il gruppo mostrò le proprie tecniche e le proprie influenze. La famiglia venne intesa in ottica sistemica, come un sistema in cui il sintomo è mantenuto da modelli transazionali governati da regole. Venne introdotto il concetto di hybris, "la supponenza, la tracotanza, la tensione simmetrica esasperata al punto da non arrendersi di fronte all'evidenza e alla stessa imminenza di morte [...] La pretesa di farcela" ad avere il controllo nel definire la relazione, a costo di una esasperante lotta simmetrica tra i membri della famiglia che culmina con la squalifica della "propria definizione della relazione subito, prima che l'altro ci arrivi" (Paradosso e controparadosso, p. 32).
Il gruppo spiegò dettagliatamente le proprie modalità operative, a partire dalla struttura delle sedute (divise in cinque fasi: preseduta, seduta, discussione della seduta con l'équipe, conclusione della seduta e discussione delle reazioni della famiglia al commento o alla prescrizione) fino alla descrizione dettagliata delle tecniche e prescrizioni (come la connotazione positiva, i rituali familiari, le tecniche per recuperare gli assenti e quelle per aggirare la disconferma, ecc.).
L'idea di base era che il comportamento sintomatico servisse, paradossalmente, a mantenere l'omeostasi della famiglia e che, pertanto, fosse necessario un intervento controparadossale per sostituirla con una più funzionale. Per far ciò, all'ingiunzione paradossale (o doppio legame)  elaborata dalla Scuola di Palo Alto, il Centro associò le tecniche sopraccitate: una vera innovazione per l'epoca, come testimoniavano interventi quali la connotazione positiva del sintomo, dichiarato quale mezzo di coesione familiare, tecnica che avvicina il terapeuta alla famiglia (poiché non la biasima) e fa sì che paradossalmente essa si domandi perché mai una cosa talmente positiva (la coesione familiare) debba essere pagata a tale prezzo (la necessità di un paziente), inducendo una prima trasformazione dei giochi comportamentali disfunzionali..
Il concetto stesso di "gioco", in parte mutuato grazie alla Teoria dei tipi logici di Russell, veniva utilizzato dal gruppo di Milano per spiegare specifici modelli rigidi e ridondanti di interazione, come coalizioni tra i membri, determinati comportamenti dei figli o dei genitori, ecc.
Il rituale, infine, era una tecnica che portava un cambiamento dei giochi attraverso la prescrizione di comportamenti strutturati, in larga parte non verbali, anziché utilizzare la consapevolezza verbale raggiunta con l'insight.

### Conclusioni
Successivamente, l'approccio milanese subì l'influenza del pensiero della complessità e del costruttivismo attraverso le figure di Heinz von Foerster, Humberto Maturana, Francisco Varela.
Anche attraverso l'influenza di autrici e autori americani che avevano abbracciato il nuovo modello proveniente dall'Italia e ne avevano dato una loro lettura, negli anni novanta il Milan Approach si è caratterizzato per un avvicinamento alle posizioni della narrativa e del costruzionismo sociale, talvolta accentuando la propria posizione di critica verso il linguaggio della psichiatria: al centro di tale posizione teorica c'è infatti l'idea che la realtà non esista in quanto tale, ma si crei piuttosto nel consenso sociale e nel linguaggio.